# Kalalé
Kalalé es una ciudad, distrito y municipio del departamento de Borgou, ubicado al este de Benín. El municipio cubre un área de 3.586 kilómetros cuadrados y, en 2006, tenía una población de 119 045 personas.

## Divisiones administrativas
La comuna está formada por 6 distritos: Basso, Bouka, Dèrassi, Dunkassa, Kalalé y Péonga.